# Italicus
Italicus (* in Rom) war der Sohn des Flavus („der Blonde“), des jüngeren Bruders des Arminius, und Enkel des Cheruskerfürsten Segimer. 
Nach den Annalen des Tacitus war Italicus durch seine Erziehung in Rom seinen germanischen Wurzeln völlig entfremdet. Gleichwohl baten die Cherusker darum, ihn zu ihrem König machen zu dürfen. Die cheruskische Aristokratie hatte sich durch Bruderfehden zunehmend dezimiert. Tacitus vermutete sogar, dass wegen der bürgerkriegsähnlichen Stammes-Auseinandersetzungen vom „Adel niemand mehr übrig“ gewesen sei. Fest steht, dass eine Cherusker-Delegation im Jahr 47 in Rom vorstellig wurde und um einen geeigneten Fürsten nachsuchte. Rom „gewährte“ ihnen daraufhin den Italicus. Kaiser Claudius stattete ihn mit Geld, Begleitern und „guten Ratschlägen“ aus und gab zu bedenken, dass Italicus, der in Rom geboren war (illum primum Romae ortum), nicht als Geisel, sondern als freier Mann und künftiger Regent eines Volkes zu den Germanen ging.
Anfangs soll er bei der Befriedung der Cherusker durchaus Erfolg gehabt haben. Dem angeblich gut aussehenden, stattlichen Italicus (forma decorus) wurde nachgesagt, gleichermaßen mit römischen wie mit germanischen Waffen vertraut zu sein. Er konnte hervorragend reiten und verband nach Tacitus’ Angaben „römische Feinheit und Mäßigung“ mit den Barbarensitten, wozu „übermäßiges Zechen und wilde Leidenschaften“ gehörten. Übermütig geworden, wurde Italicus schnell angefeindet, bestand zwar eine Schlacht gegen seine Gegner, musste dann aber doch ins Exil. Obwohl er mit Hilfe der Langobarden noch einmal an die Macht kam, gingen die Blutfehden weiter. Wie Italicus und seine Herrschaft endeten, ist nicht überliefert.
Einige Jahre später scheinen sich die Chatten in die inneren Angelegenheiten der benachbarten Cherusker eingemischt zu haben und vertrieben um das Jahr 88 n. Chr. deren Fürsten Chariomerus.
Tacitus konnte um 100 n. Chr. schreiben, dass das vor kurzem noch so starke und wichtige Cheruskergeschlecht bis auf einen elenden Haufen nicht mehr existierte. Die von Kaiser Tiberius 16 n. Chr. gegenüber dem Germanicus ausgegebene Doktrin, die Germanen ihren inneren Streitigkeiten zu überlassen, anstatt sie unter hohen römischen Verlusten in ihren Wäldern und Sümpfen zu bekämpfen, war aufgegangen.